# Dilyxine Miermont
Dilyxine Miermont, née le 16 mai 2000 à Aurillac, est une coureuse cycliste française, spécialisée dans le cyclisme sur route.

## Biographie
À l'issue de ses années juniors, Dilyxine Miermont ne trouve pas de contrat avec une équipe professionnelle. Elle court donc sur des épreuves nationales avec le Team Féminin Auvergne-Rhône-Alpes. En 2022, elle participe aux championnats de France de Cholet. Elle termine 3e du contre-la-montre et 2e de la course en ligne dans la catégorie espoir.
Cette performance lui permet de signer un contrat professionnel avec l'équipe continentale St Michel-Mavic-Auber 93 pour la saison 2023. 
Pour sa première saison professionnelle, elle se classe 4e de l'Alpes Grésivaudan Classic. En mai, elle participe à son premier grand tour, le Tour d'Espagne, qu'elle termine à la 36e place. Puis elle est sélectionnée par son équipe pour participer au Tour de France, qui part de Clermont-Ferrand où elle réside,. Elle termine à la 64e place au général.
Elle commence sa saison 2024 par une 11e place sur l'UAE Tour. Elle participe à nouveau au tour de France, mais est non partante lors de la 3e étape.
En 2025, elle intègre WorldTeam allemande Ceratizit.

## Palmarès sur route

### Par années
- 2018
  - 3e du championnat de France du contre-la-montre juniors
- 2022
  - 2e du championnat de France sur route espoirs
  - 3e du championnat de France du contre-la-montre espoirs
- 2025
  - Grand Prix Presidente
  - 2e du Grand Prix Boquerón
  - 10e du Tour du Pays basque

### Résultats sur les grands tours

#### Tour d'Italie
1 participation
- 2025 : non-partante (7e étape)

#### Tour de France
3 participations
- 2023 : 64e
- 2024 : non partante (3e étape)
- 2025 : non partante (8e étape)

#### Tour d'Espagne
1 participation
- 2023 : 36e

### Classements mondiaux
| Année                                 | 2022 | 2023 | 2024 |
| ------------------------------------- | ---- | ---- | ---- |
| Classement UCI                        | 548e | 196e | 290e |
| UCI World Tour                        | nc   | 130e | 119e |
|                                       |      |      |      |
| Légende : nc = non classéSource : UCI |      |      |      |